# Görögország az 1960. évi nyári olimpiai játékokon
Görögország az olaszországi Rómában megrendezett 1960. évi nyári olimpiai játékok egyik részt vevő nemzete volt. Az országot az olimpián 8 sportágban 48 sportoló képviselte, akik összesen 1 érmet szereztek.

## Érmesek
| Érem  | Versenyző                                                             | Sportág    | Versenyszám |
| ----- | --------------------------------------------------------------------- | ---------- | ----------- |
| Arany | Odiszéasz Eszkidzóglu Konstantin görög koronaherceg Jeórjiosz Zaímisz | Vitorlázás | Sárkányhajó |

## Atlétika
Férfi
| Versenyző                                                                       | Versenyszám     | Előfutam      | Előfutam      | Negyeddöntő | Negyeddöntő | Elődöntő | Elődöntő | Döntő   | Döntő    |
| Versenyző                                                                       | Versenyszám     | Idő           | Hely.         | Idő         | Hely.       | Idő      | Hely.    | Idő     | Helyezés |
| ------------------------------------------------------------------------------- | --------------- | ------------- | ------------- | ----------- | ----------- | -------- | -------- | ------- | -------- |
| Nikolaos Georgopoulos                                                           | 100 m           | 11,0          | 5.            | kiesett     | kiesett     | kiesett  | kiesett  | kiesett | kiesett  |
| Nikolaos Georgopoulos                                                           | 200 m           | 22,0          | 2.            | 22,0        | 7.          | kiesett  | kiesett  | kiesett | kiesett  |
| Vaszíliosz Szílisz                                                              | 400 m           | 48,4          | 5.            | kiesett     | kiesett     | kiesett  | kiesett  | kiesett | kiesett  |
| Konstantinos Moragiemos                                                         | 800 m           | 1:54,3        | 5.            | kiesett     | kiesett     | kiesett  | kiesett  | kiesett | kiesett  |
| Evangelos Depastas                                                              | 1500 m          | 3:48,4        | 8.            |             |             |          |          | kiesett | kiesett  |
| Christos Chiotis                                                                | 5000 m          | 15:01,2       | 9.            |             |             |          |          | kiesett | kiesett  |
| Jeórjiosz Marszélosz                                                            | 110 m gát       | 14,8          | 5.            | kiesett     | kiesett     | kiesett  | kiesett  | kiesett | kiesett  |
| Dimitrios Skourtis                                                              | 400 m gát       | 53,7          | 5.            |             | kiesett     | kiesett  | kiesett  | kiesett |          |
| Georgios Papavasileiou                                                          | 3000 m akadály  | 8:51,2        | 4.            |             |             |          |          | kiesett | kiesett  |
| Ioannis Komitoudis Konstantinos Lolos Leonidas Kormalis Nikolaos Georgopoulos   | 4 × 100 m váltó | 41,6          | 2.            |             | 41,7        | 5.       | kiesett  | kiesett |          |
| Leonidas Kormalis Konstantinos Moragiemos Evangelos Depastas Vaszíliosz Szílisz | 4 × 400 m váltó | nem ért célba | nem ért célba |             | kiesett     | kiesett  | kiesett  | kiesett |          |

| Versenyző              | Versenyszám   | Selejtező | Selejtező | Döntő    | Döntő    |
| Versenyző              | Versenyszám   | Eredmény  | Helyezés  | Eredmény | Helyezés |
| ---------------------- | ------------- | --------- | --------- | -------- | -------- |
| Jeórjiosz Rumbánisz    | Rúdugrás      | 420 cm    | =18.      | kiesett  | kiesett  |
| Dimítriosz Manglárasz  | Távolugrás    | 745 cm    | 11.       | 745 cm   | 11.      |
| Konstantinos Sfikas    | Hármasugrás   | 14,32 m   | 35.       | kiesett  | kiesett  |
| Jeórjiosz Cakaníkasz   | Súlylökés     | 16,44 m   | 18.       | kiesett  | kiesett  |
| Antonios Kounadis      | Diszkoszvetés | 52,49 m   | 19.       | 52,42 m  | 18.      |
| Andreas Kouvelogiannis | Kalapácsvetés | 55,18 m   | 27.       | kiesett  | kiesett  |
| Myron Anyfantakis      | Gerelyhajítás | 69,53 m   | 21.       | kiesett  | kiesett  |

| Versenyző                 | Versenyszám | 100 m | 100 m | Távolugrás | Távolugrás | Súlylökés | Súlylökés | Magasugrás | Magasugrás | 400 m | 400 m | 110 m gát | 110 m gát | Diszkoszvetés | Diszkoszvetés | Rúdugrás                 | Rúdugrás                 | Gerelyhajítás | Gerelyhajítás | 1500 m | 1500 m | Végeredmény | Végeredmény |
| Versenyző                 | Versenyszám | Idő   | Pont  | Eredmény   | Pont       | Eredmény  | Pont      | Eredmény   | Pont       | Idő   | Pont  | Idő       | Pont      | Eredmény      | Pont          | Eredmény                 | Pont                     | Eredmény      | Pont          | Idő    | Pont   | Pont        | Helyezés    |
| ------------------------- | ----------- | ----- | ----- | ---------- | ---------- | --------- | --------- | ---------- | ---------- | ----- | ----- | --------- | --------- | ------------- | ------------- | ------------------------ | ------------------------ | ------------- | ------------- | ------ | ------ | ----------- | ----------- |
| Panagiotis Epitropopoulos | Tízpróba    | 11,7  | 678   | 623 cm     | 570        | 12,06 m   | 587       | 173 cm     | 689        | 53,6  | 606   | 18,1      | 283       | 34,68 m       | 487           | érvényes kísérlet nélkül | érvényes kísérlet nélkül | 50,66 m       | 540           | 4:55,0 | 297    | 4737        | 23.         |

## Birkózás
Kötöttfogású
| Versenyző              | Versenyszám | 1. forduló                  | 1. forduló | 1. forduló | 2. forduló            | 2. forduló | 2. forduló | 3. forduló                 | 3. forduló | 3. forduló | 4. forduló                         | 4. forduló | 4. forduló | 5. forduló        | 5. forduló | 5. forduló | Döntő             | Döntő   | Döntő   | Helyezés |
| Versenyző              | Versenyszám | Ellenfél Eredmény           | Pont       | Hely.      | Ellenfél Eredmény     | Pont       | Hely.      | Ellenfél Eredmény          | Pont       | Hely.      | Ellenfél Eredmény                  | Pont       | Hely.      | Ellenfél Eredmény | Pont       | Hely.      | Ellenfél Eredmény | Pont    | Hely.   | Helyezés |
| ---------------------- | ----------- | --------------------------- | ---------- | ---------- | --------------------- | ---------- | ---------- | -------------------------- | ---------- | ---------- | ---------------------------------- | ---------- | ---------- | ----------------- | ---------- | ---------- | ----------------- | ------- | ------- | -------- |
| Mikhail Theodoropoulos | 57 kg       | Franz Brunner (AUT) · 3-1   | 3          | =16.       | Jiří Švec (TCH) · 3-1 | 6          | =17.       | kiesett                    | kiesett    | kiesett    | kiesett                            | kiesett    | kiesett    | kiesett           | kiesett    | kiesett    | kiesett           | kiesett | kiesett | 17.      |
| Anastasios Mousidis    | 67 kg       | Jacques Pourtau (FRA) · 1-3 | 1          | =3.        | erőnyerő              | 1          | =1.        | Karel Matoušek (TCH) · 3-1 | 4          | =3.        | Avtandil Koridse (URS) · kétvállas | 8          | =12.       | kiesett           | kiesett    | kiesett    | kiesett           | kiesett | kiesett | 11.      |

Szabadfogású
| Versenyző            | Versenyszám | 1. forduló                      | 1. forduló | 1. forduló | 2. forduló                    | 2. forduló | 2. forduló | 3. forduló        | 3. forduló | 3. forduló | 4. forduló        | 4. forduló | 4. forduló | 5. forduló        | 5. forduló | 5. forduló | 6. forduló        | 6. forduló | 6. forduló | Döntő             | Döntő   | Döntő   | Helyezés |
| Versenyző            | Versenyszám | Ellenfél Eredmény               | Pont       | Hely.      | Ellenfél Eredmény             | Pont       | Hely.      | Ellenfél Eredmény | Pont       | Hely.      | Ellenfél Eredmény | Pont       | Hely.      | Ellenfél Eredmény | Pont       | Hely.      | Ellenfél Eredmény | Pont       | Hely.      | Ellenfél Eredmény | Pont    | Hely.   | Helyezés |
| -------------------- | ----------- | ------------------------------- | ---------- | ---------- | ----------------------------- | ---------- | ---------- | ----------------- | ---------- | ---------- | ----------------- | ---------- | ---------- | ----------------- | ---------- | ---------- | ----------------- | ---------- | ---------- | ----------------- | ------- | ------- | -------- |
| Sztéfanosz Joanídisz | 62 kg       | Gang Jeong-Ho (KOR) · kétvállas | 0          | =1.        | Kasim Ahmed Sayed (IRQ) · 3-1 | 3          | =6.        | visszalépett      | 3          | 18.        | kiesett           | kiesett    | kiesett    | kiesett           | kiesett    | kiesett    | kiesett           | kiesett    | kiesett    | kiesett           | kiesett | kiesett | 18.      |

## Evezés
| Versenyző | Versenyszám      | Előfutam | Előfutam | Vigaszág | Vigaszág | Elődöntő | Elődöntő | Döntő   | Döntő   | Helyezés    |
| Versenyző | Versenyszám      | Idő      | Hely.    | Idő      | Hely.    | Idő      | Hely.    | Idő     | Hely.   | Helyezés    |
| --- | ---------------- | -------- | -------- | -------- | -------- | -------- | -------- | ------- | ------- | ----------- |
| Ioannis Chrysochoou Ioannis Symbonis Ioannis Theodorakeas (kormányos)                                          | Kormányos kettes | 7:59,42  | 6.       | 7:54,75  | 5.       |          |          | kiesett | kiesett | helyezetlen |
| Panagiotis Kalombratsos Ilias Polyzois Ioannis Symbonis Triantafyllos Tsongas Ioannis Theodorakeas (kormányos) | Kormányos négyes | 7:01,25  | 5.       | 6:57,98  | 4.       | kiesett  | kiesett  | kiesett | kiesett | helyezetlen |

## Ökölvívás
| Versenyző              | Versenyszám  | Selejtező         | 32-es főtábla               | Nyolcaddöntő      | Negyeddöntő       | Elődöntő          | Döntő             | Helyezés |
| Versenyző              | Versenyszám  | Ellenfél Eredmény | Ellenfél Eredmény           | Ellenfél Eredmény | Ellenfél Eredmény | Ellenfél Eredmény | Ellenfél Eredmény | Helyezés |
| ---------------------- | ------------ | ----------------- | --------------------------- | ----------------- | ----------------- | ----------------- | ----------------- | -------- |
| Panagiotis Kostarellos | Harmatsúly   | erőnyerő          | Primo Zamparini (ITA) · 0-5 | kiesett           | kiesett           | kiesett           | kiesett           | 17.      |
| Dimitrios Mikhail      | Kisváltósúly | erőnyerő          | Bernie Meli (IRL) · 0-5     | kiesett           | kiesett           | kiesett           | kiesett           | 17.      |

## Sportlövészet
Férfi
| Versenyző                    | Versenyszám           | Selejtező | Selejtező  | Selejtező  | Döntő   | Döntő    |
| Versenyző                    | Versenyszám           | Csoport   | Pont       | Helyezés   | Pont    | Helyezés |
| ---------------------------- | --------------------- | --------- | ---------- | ---------- | ------- | -------- |
| Alkiviádisz Papajeorgópulosz | Gyorstüzelő pisztoly  |           |            |            | 566     | 33.      |
| Georgios Marmaridis          | Gyorstüzelő pisztoly  |           |            |            | 544     | 48.      |
| Georgios Marmaridis          | Szabadpisztoly        | B         | 332        | 27.        | 497     | 52.      |
| Dimitrios Kasoumis           | Szabadpisztoly        | A         | 341        | 20.        | 515     | 46.      |
| Georgios Liveris             | Sportpuska, összetett | A         | 537        | 22.        | 1087    | 49.      |
| Georgios Liveris             | Sportpuska, fekvő     | A         | 377        | 34.        | kiesett | =64.     |
| Nikolaos Triantafyllopoulos  | Sportpuska, fekvő     | B         | 378        | 31.        | kiesett | =57.     |
| Nikolaos Triantafyllopoulos  | Sportpuska, összetett | B         | 531        | 27.        | 1056    | 54.      |
| Platon Georgitsis            | Trap                  |           | 89         | =17.       | 178     | =19.     |
| Jeórjiosz Pángalosz          | Trap                  |           | nincs adat | nincs adat | kiesett | kiesett  |

## Súlyemelés
| Versenyző       | Versenyszám | Nyomás   | Nyomás   | Szakítás | Szakítás | Lökés    | Lökés    | Összesen | Helyezés |
| Versenyző       | Versenyszám | Eredmény | Helyezés | Eredmény | Helyezés | Eredmény | Helyezés | Összesen | Helyezés |
| --------------- | ----------- | -------- | -------- | -------- | -------- | -------- | -------- | -------- | -------- |
| Iakovos Psaltis | 82,5 kg     | 115,0    | =16.     | 120,0    | =7.      | 150,0    | =14.     | 385,0    | 17.      |

## Úszás
Férfi
| Versenyző              | Versenyszám | Előfutam | Előfutam | Előfutam | Elődöntő | Elődöntő | Elődöntő | Döntő   | Döntő    |
| Versenyző              | Versenyszám | Idő      | Hely.    | Össz.    | Idő      | Hely.    | Össz.    | Idő     | Helyezés |
| ---------------------- | ----------- | -------- | -------- | -------- | -------- | -------- | -------- | ------- | -------- |
| Dimitrios Kolovos      | 100 m hát   | 1:13,8   | 8.       | 35.      | kiesett  | kiesett  | kiesett  | kiesett | kiesett  |
| Nikolaos Zakharopoulos | 200 m mell  | 2:56,4   | 7.       | 36.      | kiesett  | kiesett  | kiesett  | kiesett | kiesett  |

## Vitorlázás
Nyílt
| Versenyző                                                             | Versenyszám     | Futam | Futam | Futam | Futam | Futam | Futam | Futam | Pontszám | Helyezés |
| Versenyző                                                             | Versenyszám     | 1     | 2     | 3     | 4     | 5     | 6     | 7     | Pontszám | Helyezés |
| --------------------------------------------------------------------- | --------------- | ----- | ----- | ----- | ----- | ----- | ----- | ----- | -------- | -------- |
| Ioannis Karyofyllis                                                   | Finn dingi      | 344   | 604   | (0)   | 469   | 265   | 691   | 140   | 2513     | 22.      |
| Spyros Makridakis Nikolaos Vlangalis                                  | Csillaghajó     | 261   | 237   | 261   | (118) | 340   | 286   | 194   | 1579     | 20.      |
| Stylianos Kyriakidis Konsztandínosz Limberákisz                       | Repülő hollandi | (212) | 291   | 388   | 212   | 250   | 388   | 250   | 1779     | 23.      |
| Odiszéasz Eszkidzóglu Konstantin görög koronaherceg Jeórjiosz Zaímisz | Sárkányhajó     | (532) | 1055  | 1055  | 1532  | 930   | 1231  | 930   | 6733     |          |